# Шахов, Михаил Иосифович
Михаил Иосифович Шахов (1922 — 12 июня 1987) — передовик советского сельского хозяйства, комбайнёр Равнопольской МТС Куйбышевского района Ростовской области, Герой Социалистического Труда (1953).

## Биография
Родился в 1922 году в селе Усть-Чебула на территории современного Чебулинского района Кемеровской области, в крестьянской семье.
С подросткового возраста стал работать. В 1941 году мобилизован в Красную Армию. Участник Великой Отечественной войны. Демобилизовавшись приехал на постоянное место жительство в Куйбышевский район Ростовской области. В 1946 году стал работать трактористом Равнопольской машинно-тракторной станции.
В 1952 году показал высокий результат на уборке урожая. На комбайне «Сталинец-6» намолотил за 25 рабочих дней 8405 центнеров зерновых культур.
Указом Президиума Верховного Совета СССР от 21 августа 1953 года за достижение высоких показателей в производстве продукции сельского хозяйства и высокие урожаи зерновых Михаилу Иосифовичу Шахову было присвоено звание Героя Социалистического Труда с вручением ордена Ленина и медали «Серп и Молот».
После реорганизации Равнопольской МТС, стал работать механизатором в колхозе имени Куйбышева Куйбышевского района. В 1982 году вышел на заслуженный отдых. Избирался членом Куйбышевского райкома КПСС.
Проживал в селе Куйбышево. Умер 12 июня 1987 года.

## Награды
За трудовые и боевые успехи был удостоен:
- золотая звезда «Серп и Молот» (21.08.1953)
- орден Ленина (21.08.1953)
- Орден Отечественной войны II степени (11.03.1985)
- Медаль "За трудовую доблесть" (08.09.1953)
- другие медали.